# Нанотіла
Однодоменні антитіла, або нанотіло — фрагмент антитіла, що складається з одного мономерного варіабельного домену антитіла. Як і ціле антитіло, воно здатне вибірково зв’язуватися зі специфічним антигеном. Маючи молекулярну масу лише 12–15 кДа, однодоменні антитіла набагато менші, ніж звичайні антитіла (150–160 кДа), які складаються з двох важких білкових ланцюгів і двох легких ланцюгів, і навіть менші, ніж фрагменти Fab (~50 кДа, один легкий ланцюг і половина важкого ланцюга) і одноланцюгові варіабельні фрагменти(~25 кДа, два варіабельні домени, один від легкого, а інший від важкого ланцюга).
Перші однодоменні антитіло були сконструйовані з важких ланцюгів антитіл, знайдених у верблюдів; вони називаються фрагментами VH. Хрящові риби також мають антитіла важкого ланцюга (IgNAR, «рецептор нового антигену імуноглобуліну»), з яких можна отримати однодоменні антитіла, які називаються фрагментами V NAR. Альтернативний підхід полягає у відокремленні димерних варіабельних доменів від звичайного імуноглобуліну G(IgG) людини або миші в мономери. Хоча більшість досліджень однодоменних антитіл в даний час базується на варіабельних доменах важкого ланцюга, було також показано, що нанотіла, отримані з легких ланцюгів, специфічно зв’язуються з цільовими епітопами.
Було показано, що нанотіла верблюдів такі ж специфічні, як і антитіла, а в деяких випадках вони більш стійкі. Їх легко виділити за допомогою тієї ж процедури фагового пенінгу, яка використовується для антитіл, що дозволяє культивувати їх in vitro у великих концентраціях. Менший розмір і єдиний домен полегшують трансформацію цих антитіл у бактеріальні клітини для масового виробництва, що робить їх ідеальними для дослідницьких цілей.
Однодоменні антитіла досліджуються для багатьох фармацевтичних застосувань і мають потенціал для використання в лікуванні гострого коронарного синдрому, раку, хвороби Альцгеймера і Covid-19.
Нанотіло – це пептидний ланцюг довжиною близько 110 амінокислот, що включає один варіабельний домен (VH) антитіла важкого ланцюга або звичайного IgG. Ці пептиди мають таку ж спорідненість до антигенів, як і цілі антитіла, але є більш термостійкими та стійкими до миючих засобів і високих концентрацій сечовини. Антитіла, отримані з верблюжих і рибних антитіл, є менш ліпофільними і краще розчиняються у воді завдяки своїй визначальній комплементарності області 3 (CDR3), яка утворює розширену петлю, що охоплює ліпофільну ділянку, яка зазвичай зв’язується з легким ланцюгом. На відміну від звичайних антитіл, у дослідженні 1999 року два з шести однодоменних антитіл витримали температуру 90 °C (194 °F), не втрачаючи своєї здатності зв'язувати антигени. Стійкість до шлункової кислоти та протеаз залежить від послідовності амінокислот. Було показано, що деякі види активні в кишечнику після перорального застосування, але їх низька абсорбція з кишечника перешкоджає розвитку системно активних однодоменних антитіл при пероральному введенні.
Однодоменні антитіла дозволяють застосовувати широкий спектр як у біотехніці, так і в терапії завдяки їх малому розміру, простому виробництву та високій спорідненості.
Біотехнологічні та діагностичні
Злиття флуоресцентного білка з нанотілом генерує так зване хромотіло. Хромотіла можна використовувати для розпізнавання та відстеження мішеней у різних компартментах живих клітин. Таким чином, вони можуть розширити можливості мікроскопії живих клітин і дозволять проводити нові функціональні дослідження.  З’єднання анти - GFP нанотіла з моновалентною матрицею, яка називається GFP-nanotrap, дозволяє ізолювати білки GFP-злиття та їх взаємодіючі партнери для подальшого біохімічного аналізу. Локалізація однієї молекули за допомогою методів візуалізації з надвисокою роздільною здатністю вимагає спеціальної доставки флуорофорів у безпосередній близькості від цільового білка. Через їх великий розмір використання антитіл, поєднаних з органічними барвниками, часто може призвести до оманливого сигналу через відстань між флуорофором і цільовим білком. Злиття органічних барвників з анти-GFP нанотілами, націленими на GFP-мічені білки, забезпечує нанометрову просторову роздільну здатність і мінімальну помилку зв’язування через малий розмір і високу спорідненість.  Дивіденд розміру нанотіл також сприяє кореляційній світлоелектронній мікроскопії дослідження. Без будь-якого пермеабілізуючого агента цитоплазма хімічно фіксованих клітин легко доступна для нанотіл, позначених флуорофором. Їх невеликий розмір також дозволяє їм глибше проникати в об’ємні зразки, ніж звичайні антитіла. Висока ультраструктурна якість зберігається в тканині, яка зображена флуоресцентним мікроскопом, а потім електронним мікроскопом. Це особливо корисно для нейронаукових досліджень, які потребують як молекулярного маркування, так і електронно-мікроскопічного зображення.
У діагностичних застосуваннях біосенсорів нанотіла можуть використовуватися перспективно як інструмент. Завдяки невеликому розміру їх можна щільніше з’єднувати на поверхнях біосенсорів. На додаток до їх переваг у націленні на менш доступні епітопи, їх конформаційна стабільність також призводить до більшої стійкості до умов регенерації поверхні. Після іммобілізації однодоменних антитіл на поверхнях датчиків, що сприймають простатоспецифічний антиген людини (hPSA), було протестовано. Нанотіла перевершили класичні антитіла у виявленні клінічно значущих концентрацій hPSA.
Щоб збільшити ймовірність кристалізації цільової молекули, нанотіла можна використовувати як шаперони кристалізації. Як допоміжні білки, вони можуть зменшити конформаційну неоднорідність шляхом зв’язування та стабілізації лише підмножини конформаційних станів. Вони також можуть маскувати поверхні, що перешкоджають кристалізації, одночасно розширюючи області, які утворюють кристалічні контакти.
Терапевтичний
Однодоменні антитіла були випробувані як новий терапевтичний засіб проти кількох мішеней. У мишей, інфікованих вірусом грипу А підтипу H5N1, нанотіла, спрямовані проти гемаглютиніну, пригнічували реплікацію вірусу H5N1 in vivo та знижували захворюваність і смертність.  Показано, що нанотіла, націлені на домен зв’язування клітинного рецептора факторів вірулентності токсину А та токсину В Clostridium difficile, нейтралізують цитопатичні ефекти у фібробластах in vitro. Кон’югати нанотіл, що розпізнають антигенпрезентуючі клітини, успішно використовувалися для виявлення пухлин або цілеспрямованої доставки антигену для створення сильної імунної відповіді.
Розроблено та успішно протестовано пероральні однодоменні антитіла проти діареї, викликаної E. coli у поросят.  Інші захворювання шлунково-кишкового тракту, такі як запальні захворювання кишечника та рак товстої кишки, також є можливими мішенями для пероральних однодоменних антитіл.
Стійкі до миючих засобів види, спрямовані на поверхневий білок Malassezia furfur, були створені для використання в шампунях проти лупи.
Як підхід до фототермічної терапії нанотіла, що зв’язуються з антигеном HER2, який надмірно експресується в клітинах раку молочної залози та яєчників, були кон’юговані з розгалуженими наночастинками золота. Пухлинні клітини знищували фототермічно за допомогою лазера в тестовому середовищі.
Каплацизумаб, однодоменне антитіло, націлене на фактор фон Віллебранда, проходить клінічні випробування для профілактики тромбозу у пацієнтів з гострим коронарним синдромом. У вересні 2009 року було розпочато дослідження II фази ALX-0081 при шкірному коронарному втручанні високого ризику.
Ablynx очікує, що їхні нанотіла можуть подолати гематоенцефалічний бар’єр і проникнути у великі солідні пухлини легше, ніж цілі антитіла, що дозволить розробити ліки проти раку мозку. 
Нещодавно було ідентифіковано нанотіла, які міцно зв’язуються з доменом RBD спайкового білка бетакоронавірусів (включаючи SARS-CoV-2, який викликає COVID-19) і блокують взаємодію спайку з клітинним рецептором ACE2.
Повідомлялося про застосування різних однодоменних антитіл (нанотіл) для профілактики та лікування інфекції, викликаної різними високопатогенними коронавірусами людини (HPhCoV). Нещодавно було висвітлено перспективи, ефективність і проблеми використання нанотіл для зв’язування та нейтралізації SARS-CoV-2 і подібних.
Джерела
1. ↑  Harmsen MM, De Haard HJ (November 2007). Properties, production, and applications of camelid single-domain antibody fragments. Applied Microbiology and Biotechnology. 77 (1): 13—22. doi:10.1007/s00253-007-1142-2. PMC 2039825. PMID 17704915.
2. ↑  Möller A, Pion E, Narayan V, Ball KL (December 2010). Intracellular activation of interferon regulatory factor-1 by nanobodies to the multifunctional (Mf1) domain. The Journal of Biological Chemistry. 285 (49): 38348—61. doi:10.1074/jbc.M110.149476. PMC 2992268. PMID 20817723.
3. ↑  Ghannam A, Kumari S, Muyldermans S, Abbady AQ (March 2015). Camelid nanobodies with high affinity for broad bean mottle virus: a possible promising tool to immunomodulate plant resistance against viruses. Plant Molecular Biology. 87 (4–5): 355—69. doi:10.1007/s11103-015-0282-5. PMID 25648551. S2CID 17578111.
4. ↑  Gill, Victoria (22 вересня 2021). Covid: Immune therapy from llamas shows promise. BBC News.
5. ↑  Dolk E, van der Vaart M, Lutje Hulsik D, Vriend G, de Haard H, Spinelli S, Cambillau C, Frenken L, Verrips T (January 2005). Isolation of llama antibody fragments for prevention of dandruff by phage display in shampoo. Applied and Environmental Microbiology. 71 (1): 442—50. Bibcode:2005ApEnM..71..442D. doi:10.1128/AEM.71.1.442-450.2005. PMC 544197. PMID 15640220. {{cite journal}}: Недійсний |display-authors=6 (довідка)
6. ↑  Stanfield RL, Dooley H, Flajnik MF, Wilson IA (September 2004). Crystal structure of a shark single-domain antibody V region in complex with lysozyme. Science. 305 (5691): 1770—3. Bibcode:2004Sci...305.1770S. doi:10.1126/science.1101148. PMID 15319492. S2CID 25137728.
7. ↑  Nanobodies. Nanobody.org. 2006.
8. ↑  Van de Broek B, Devoogdt N, D'Hollander A, Gijs HL, Jans K, Lagae L, Muyldermans S, Maes G, Borghs G (June 2011). Specific cell targeting with nanobody conjugated branched gold nanoparticles for photothermal therapy. ACS Nano. 5 (6): 4319—28. doi:10.1021/nn1023363. PMID 21609027. {{cite journal}}: Недійсний |display-authors=6 (довідка)
9. ↑  Номер клінічного дослідження NCT01020383 для "Comparative Study of ALX-0081 Versus GPIIb/IIIa Inhibitor in High Risk Percutaneous Coronary Intervention (PCI) Patients" на вебсайті ClinicalTrials.gov
10. ↑  Wrapp, McLellan (2020). Structural Basis for Potent Neutralization of Betacoronaviruses by Single-Domain Camelid Antibodies. Cell. 181 (5): 1004—1015.e15. doi:10.1016/j.cell.2020.04.031. PMC 7199733. PMID 32375025.